# Церковь Николая Чудотворца на Песках
Церковь Николая Чудотворца на Песках (Церковь Николы, что на жёлтых песках, в Стрелецкой слободе) — снесённый в 1933 году московский православный храм. Находилась на углу современного Большого Николопесковского переулка (дом № 6) на пересечении с Средним Николопесковским переулком (дом № 3).

## История
Церковь изначально была деревянной (наиболее дешёвый и доступный в то время материал), а Арбат ещё не был улицей в современном понимании этого слова, и находился за пределами самого города. Собственно Арбат впервые упоминается в летописи 28 июля 1493 года, в повествовании о великом пожаре, занявшемся от свечки в арбатской церкви Николы на Песках. Пламя тогда перекинулось на Кремль, и будто бы с тех пор пошла известная поговорка: «От копеечной свечки Москва сгорела». Отсюда можно предположить, что церковь Николы на Песках, стоявшая в Большом Николопесковском переулке, была древнейшим храмом Арбата. Дерево, однако, не было долговечным материалом, что естественно, понуждало перестраивать церковь по мере её вешания.
В 1600 году по указу царя Бориса Годунова церковь была отстроена в камне.
В хрониках 1635 года церковь уже упоминается как известная, со многими прихожанами.
В 1689 году, она была перестроена заново с включением частей прежнего здания.
Во время Отечественной войны в сентябре 1812 года Москва почти полностью выгорела, в том числе пострадал и храм Николы на Песках. В 1817 году московские власти приняли решение разобрать остатки обгоревшей церкви Николы на Песках и отдать камень на строительство ограды церкви Николая Явленного, находившейся неподалёку в Серебряном переулке, но после протеста прихожан церковь дозволено было «исправить».
В 1819 году на пожертвования князя А. А. Щербатова появились трапезная и колокольня с высоким шпилем, где даже был устроен круговой балкон, предназначавшийся для караульной пожарной службы.
В марте 1925 года, за месяц до своей кончины, в храме Николы на Песках служил Патриарх Тихон.
В 1929 году церковь была закрыта для прихожан.
Президиум Моссовета постановил 4 марта 1932 года: так как «участок земли, на котором находится церковь Николая, подлежит застройке под многоэтажный дом „Энергетик“… указанную церковь закрыть, а здание её снести».
Церковь была разрушена в 1932 или в 1933 году и на её месте построен дом.